# یاکوف المن
یاکوف المن (انگلیسی: Yaakov Elman؛ ۱۹۴۳–۲۹ ژوئیه ۲۰۱۸) استاد آمریکایی تلمود در دانشکده تحصیلات تکمیلی مطالعات یهودی دانشگاه یشیوا بود. او بنیان‌گذار رشته‌ای بود که امروزه با نام ایران تلمودیکا شناخته می‌شود و به دنبال درک تلمود بابلی در زمینه فارسی میانه می‌باشد.

## تحصیلات
المن مدرک کارشناسی ارشد خود را در رشته آشورشناسی از دانشگاه کلمبیا و دکترای خود را در تلمود از دانشگاه نیویورک دریافت کرد.

## علاقه‌مندی‌های پژوهشی
علایق تحقیقاتی او مرتبط با تلمود و ادبیات یهودیت خاخامی در تمام دوره‌ها و ژانرها متمرکز بود. او دربارهٔ ارتباط جامعه یهودیان بابلی در دوران تلمودی با فرهنگ و ادیان ایرانی میانه تحقیق می‌کرد.